# Râul Amaradia (Gorj)
Râul Amaradia (numit și Amaradia Pietroasă pentru a evita confuziile cu râul Amaradia din județul Dolj) este un curs de apă, afluent al râului Jiu în zona municipiului Târgu Jiu.